# Horná Štubňa
Horná Štubňa je obec na Slovensku v okrese Turčianske Teplice v Žilinském kraji. Žije v ní přibližně 1 600 obyvatel.

## Historie
První písemná zmínka o vesnici pochází z roku 1390.

## Přírodní poměry
Obec se nachází v nadmořské výšce 608 metrů, šest kilometrů od Turčianských Teplic. Její správní území měří 31,388 km². Do katastrálního území obce zasahuje část národní přírodní rezervace Svrčinník.

## Pamětihodnosti
- Kostel svaté Anny z roku 1650
- Kaple svatého Jana Nepomuckého z roku 1814
- Kaple svatého Vendelína z roku 1894

## Rodáci
- Emília Vášáryová (* 1942), slovenská herečka